# Jerko Matulić
Jerko Matulić (Supetar, 20 de abril de 1990) es un jugador de balonmano croata que juega de extremo. Es internacional con la selección de balonmano de Croacia.
Su primer gran campeonato con la selección fue el Campeonato Mundial de Balonmano Masculino de 2017.

## Clubes
- RK Split ( -2010)
- RK Zagreb (2010-2014)
- Chambéry Savoie HB (2014-2016)
- HBC Nantes (2016-2018)[3]
- KS Azoty-Puławy (2018-2019)
- Orlen Wisła Płock (2019-2020)